# 依肯苏乡
依肯苏乡，是中华人民共和国新疆维吾尔自治区喀什地区泽普县下辖的一个乡镇级行政单位。

## 行政区划
依肯苏乡下辖以下地区：
亚尔布拉克村、喀拉墩村、托格拉克勒克村、英巴扎村、阔纳巴扎村、巴亚巴格村、塔尕尔其村、斯也克村、赫尼村、加依托格拉克村、兰干村、铁提尔村、托皮恰村、阿拉格尔荒地村、托万恰喀村、阿拉格尔村、库木萨村、硝尔吐格曼村、依苏汉族种子队和汉族菜种队。